# Знахар (фільм, 1937)
«Знахар» (пол. «Znachor») — польський чорно-білий фільм 1937 року. Адаптація роману Тадеуша Доленга-Мостовича. Фільм був популярний у міжвоєнний період. Режисер — Міхал Вашинський. Фільм був спробою висвітлити проблеми медичної етики.
Зйомки фільму проходили у селі Сікуж Мазовецького воєводства.
У 1938 році вийшло продовження фільму — «Професор Вільчур», а в 1939 році зняли третю частину «Заповіт професора Вільчура». У 1982 році Єжи Гоффман зняв ремейк цього фільму — мелодраму «Знахар».

## Сюжет
Дружина відомого хірурга професора Вільчура, втікає з коханцем, взявши з собою дочку Марисю. Засмучений лікар йде до шинку, де його грабують і сильно б'ють, внаслідок чого він втрачає пам'ять. Не пам'ятаючи хто він, через десятки років мандрівок, Вільчур осідає в селі, де живе у мельника. З часом він отримує популярність як видатний цілитель.

## У ролях
| Актор                      | Роль                                                                               |
| -------------------------- | ---------------------------------------------------------------------------------- |
| Казимеж Юноша-Стемповський | проф. Рафал Вільчур                                                                |
| Ельжбета Барщевська        | Беата Вільчурова/Марися Вільчурова (дружина Рафала Вільчура/дочка Рафала Вільчура) |
| Вітольд Захаревич          | Лешек Чиньський                                                                    |
| Мечислава Цвикліньська     | Флорентина Шкопкова                                                                |
| Юзеф Венгжин               | др.Добранецький                                                                    |
| Войцех Бридзінський        | батько Лешека                                                                      |
| Ванда Яршевська            | мати Лешека                                                                        |
| Ромуальд Герасеньський     | білетер Франек                                                                     |
| Мар'ян Вижиковський        | Янек (лісничий, коханець Беати)                                                    |
| Стефан Гнидзіньський       | Войдило                                                                            |
| Ганна Рожаньська-Хаберська | аптекарка                                                                          |
| Станіслав Гроліцький       | Прокоп (мельник)                                                                   |
| Влодзімеж Лозіньський      | Василь (син Прокопа)                                                               |
| Гелена Бучинська           | дочка Прокопа                                                                      |
| Яцек Вощерович             | Ємьол                                                                              |
| Міхал Галич                | хуліган                                                                            |
| Юліан Кжевіньський         | пристав                                                                            |
| Юзеф Малишевський          | охоронець                                                                          |
| Зигмунд Бєсядецький        | волоцюга                                                                           |